# Cornelis Vreeswijk
Cornelis Vreeswijk (IJmuiden, 8 augustus 1937 – Stockholm, 12 november 1987) was een Nederlands-Zweedse zanger en liedjesschrijver. In Nederland boekte Vreeswijk geen grote successen, maar in Zweden — waar hij sinds zijn jeugd woonde — werd hij  een 'icoon' van de popcultuur en muziekgeschiedenis.

## Biografie
Cornelis Vreeswijk werd in 1937 in IJmuiden geboren als oudste van vier kinderen. Zijn vader, Jacob Cornelis Vreeswijk, had een taxi- en garagebedrijf. In 1950 – Cornelis was toen dertien jaar oud – verhuisde het gezin naar Stockholm in Zweden, waar zijn vader als automonteur ging werken. Het gezin remigreerde met dochter Tonny in 1961 naar Nederland, maar Cornelis bleef in Zweden wonen, om daar een carrière op te bouwen.

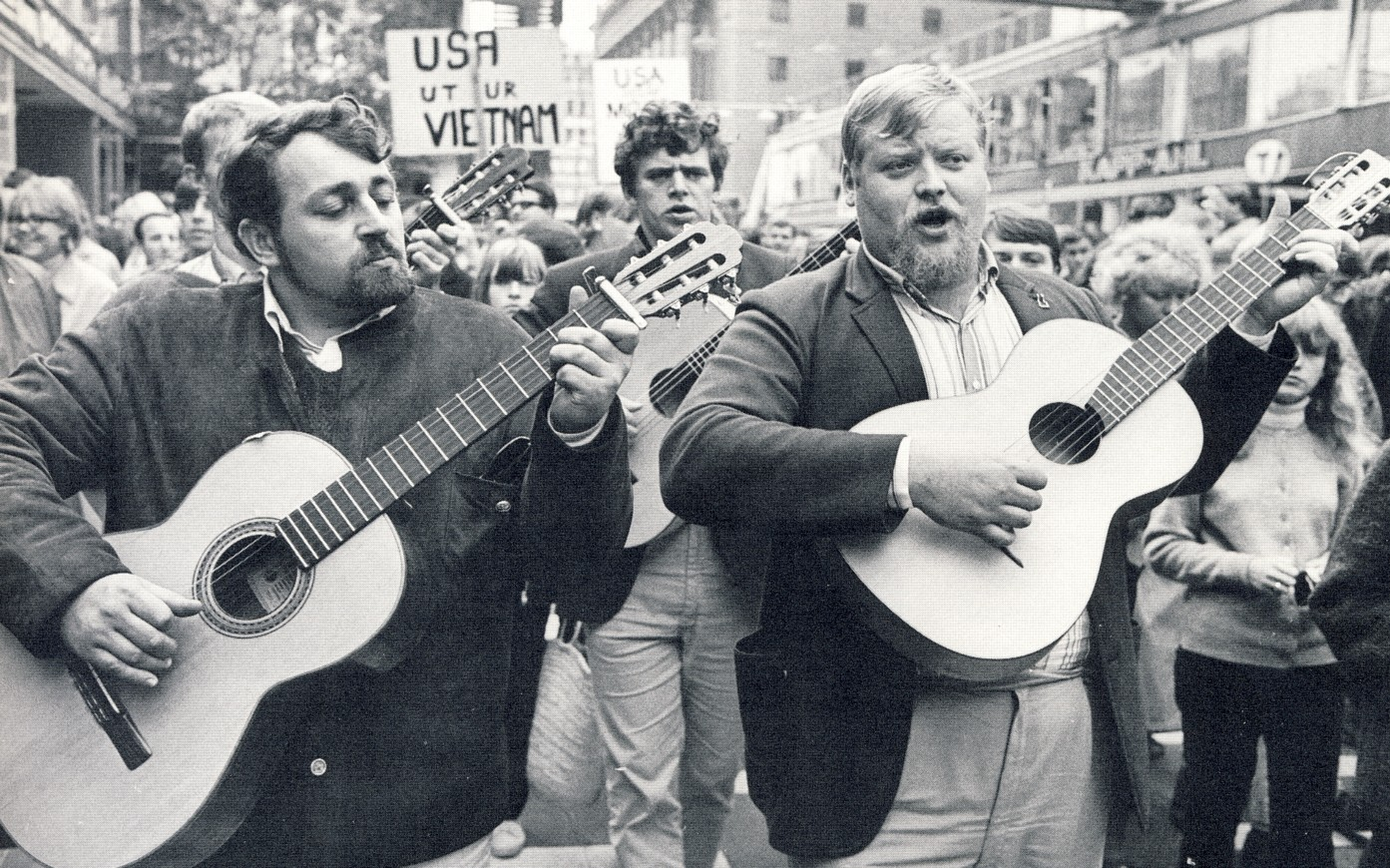
Van links naar rechts: Cornelis Vreeswijk, Fred Åkerström (midden) en Gösta Cervin, tijdens een Vietnamdemonstratie op Hötorget in Stockholm, 28 augustus 1965

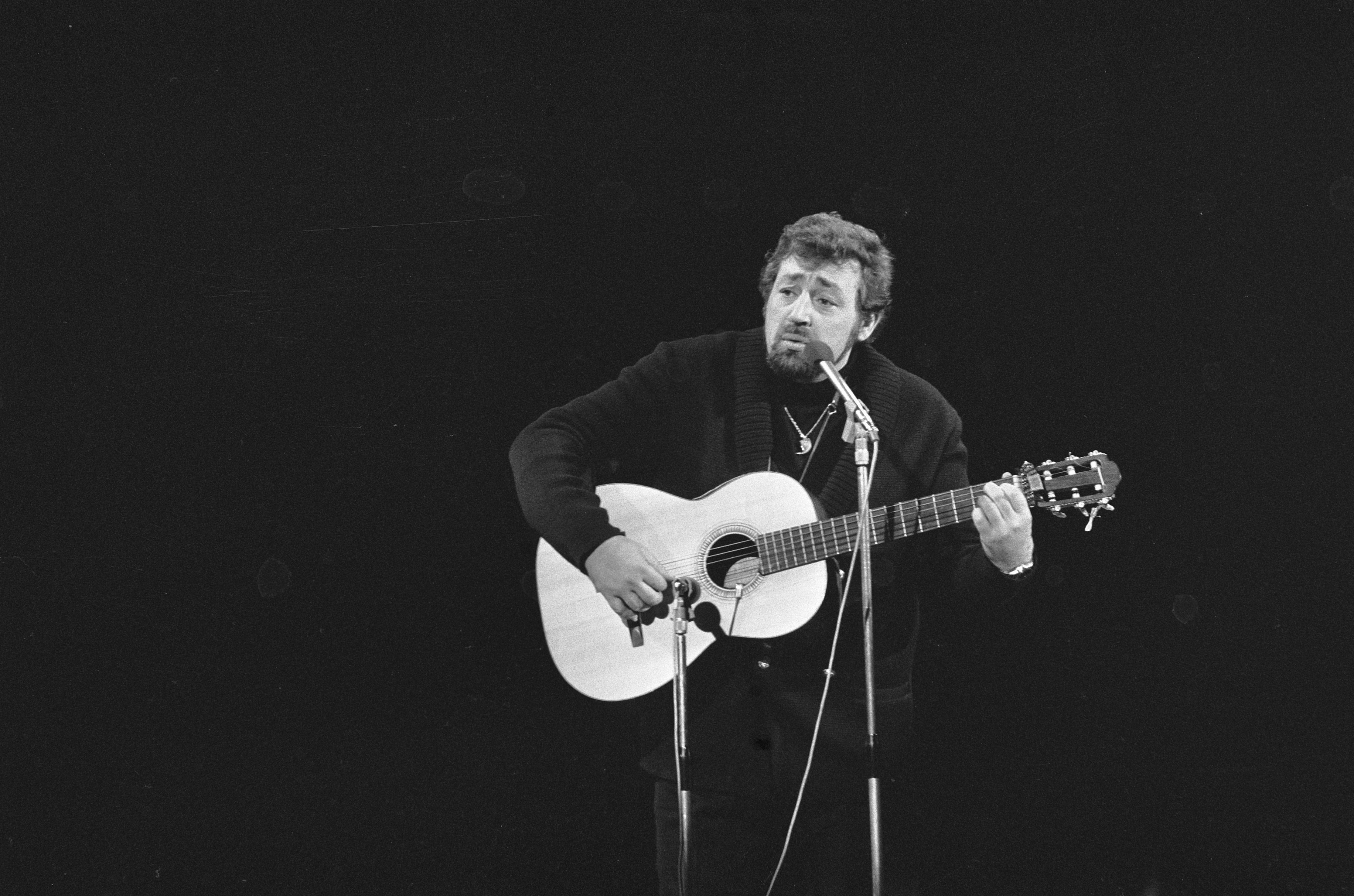
Vreeswijk tijdens het Grand Gala du Disque Populaire 1974

Vreeswijk debuteerde in 1964 met Ballader och oförskämdheter (Ballades en vrijpostigheden). Zijn grote doorbraak kwam in 1968 met Tio vackra visor och Personliga Person (Tien mooie liederen en Persoonlijke Person, een woordspeling op een Zweedse achternaam). Hij nam ook liederen op van Carl Michael Bellman (1740-1795, een Zweeds dichter) en Evert Taube (1890-1976), zijn directe voorganger als belangrijkste Zweedse troubadour. Vreeswijk was geliefd in Zweden, maar ook omstreden. Een aantal van zijn liedjes mocht niet op de radio gedraaid worden, omdat men de teksten aanstootgevend vond. Vreeswijk lag ook meermalen in de clinch met de Zweedse belastingdienst en hij stierf in 1987 berooid.
Ook na zijn dood bleef Vreeswijks oeuvre in Zweden ongekend populair, getuige ook de Cornelis Vreeswijkdag, die jaarlijks in augustus in Stockholm wordt gehouden. Ook zijn sterfdag wordt nog altijd herdacht. In Stockholm was ook het Cornelis Vreeswijk Museum (juni 2011 gesloten). Zijn zoon Jack Vreeswijk (1964-2023) trad in de voetsporen van zijn vader en vertolkte ook regelmatig diens repertoire.
In 1966 werd Vreeswijk door de VARA uitgenodigd naar Nederland te komen. Een single van De nozem en de non flopte. Zes jaar later verscheen zijn elpee Cornelis Vreeswijk (1972) die met platina werd bekroond; er werden honderdduizend exemplaren van verkocht. Een nieuwe versie van De nozem en de non bereikte alsnog de Top 40. Vreeswijk nam nog een aantal andere Nederlandse platen op, maar die hadden geen commercieel succes.
In 1973 verscheen zijn elpee I stället för vykort (In plaats van ansichtkaarten), waarop hij stelling nam tegen de oorlog in Vietnam. Hij zette in 1978 teksten van de vermoorde Chileense protestzanger Víctor Jara op de plaat.
In Nederland is Vreeswijk vooral bekend van liedjes als De nozem en de non, Misschien wordt het morgen beter, Veronica en Bakker de Baksteen. Zijn bekendheid in Scandinavië is veel groter. Zijn oeuvre daar bedroeg zo'n 35 albums.

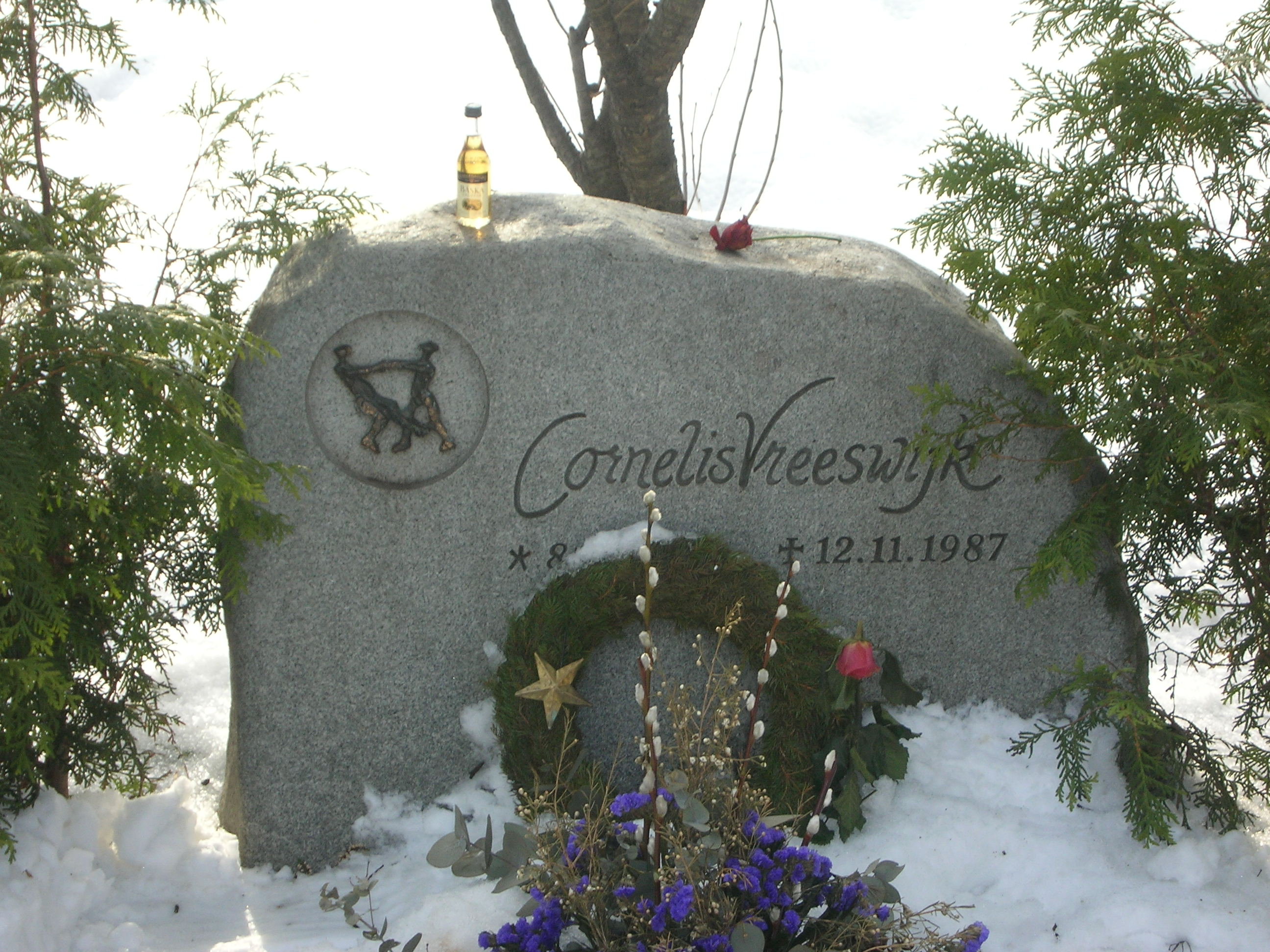
Vreeswijks graf

In 1985 werd bij Vreeswijk leverkanker geconstateerd. Hij stierf twee jaar later, op 50-jarige leeftijd. Zijn begrafenis werd rechtstreeks uitgezonden op de Zweedse televisie. Hij is nooit Zweeds staatsburger geworden.

## Stijl
De zangstijl van Cornelis Vreeswijk is schatplichtig aan de blues, maar vooral diep geworteld in de Zweedse liedtraditie, de 'visa'. Internationaal kan hij het best worden omschreven als troubadour. Hij begeleidde zichzelf op gitaar, en werd soms ondersteund door een trio. Zijn teksten zijn maatschappijkritisch, met een dosis sarcasme en humor.

## Na zijn dood

### Nederland
Het Cornelis Vreeswijk Genootschap werd op 27 mei 2000 in Westwoud opgericht. In 2001 vond de opvoering plaats van het uit het Zweeds vertaalde stuk De Troubadour Van IJmuiden, over het leven van Vreeswijk, met Jules Croiset in de hoofdrol. Een jaar later, in 2002, verscheen er een Nederlandse hommage-cd, een initiatief van het Cornelis Vreeswijk Genootschap. De cd Cornelis Vreeswijk - Een Hommage bevat naast bijdragen van Jack Spijkerman, Erik van Muiswinkel, Bob Fosko, Maarten van Roozendaal, Jeroen van Merwijk en Bram Vermeulen bekend en onbekend werk van Vreeswijk. Op 7 juni 2003 werd in IJmuiden een borstbeeld van Vreeswijk onthuld. Hans Polak maakte in datzelfde jaar een televisiedocumentaire over Vreeswijk. De zanger Piter Wilkens bracht twee albums uit (in 2006 en 2010) als eerbetoon aan Cornelis Vreeswijk. De cd's It Fûgeltsje yn myn Gitaar en De fleanende Hollanner bevatten Friestalige bewerkingen van liedjes uit het repertoire van Vreeswijk.
In 2005 gaf de IJmuidense muziektheatergroep Plug In voorstellingen in het Witte Theater, met allerlei liedjes van Vreeswijk. De voorstelling was getiteld: Tussen Friet en Staal, een naam die verwijst naar de plaatsen waar de pont over het Noordzeekanaal aanmeert. In augustus 2011 lanceerde het Cornelis Vreeswijk Genootschap de Cornelisroute. Dit is een 17,4 kilometer lange fietsroute die langs allerlei plaatsen in IJmuiden voert die voor de zanger belangrijk waren. In 2012 werd het Cornelis Vreeswijkpad aan het strand van IJmuiden geopend. In theaterseizoen 2012/2013 stonden kleinkunstenaars De Andersons in de Nederlandse theaters met de voorstelling Vreeswijk & De Andersons, over het leven en met het werk van Vreeswijk. Ook brachten zij de gelijknamige cd uit, met nieuwe vertalingen uit het Zweeds. Op 16 april 2016 verscheen de cd Cornelis zingt Bellman. Het album werd in 1974 opgenomen en is een Nederlandstalige versie van het Zweedse album Spring mot Ulla, spring!
Rond Vreeswijks 25e sterfdag (12 november 2012) gaven De Andersons samen met de band Zijlstra een aantal concerten getiteld Ballades en Brutaliteiten. Op de dag zelf vond in de Stadsschouwburg Velsen een galavoorstelling plaats. Vreeswijkkenner en muzikant Laurens Joensen haalde daarvoor vertolkers als Maarten van Roozendaal, Fernando Lameirinhas en Fay Lovsky naar Velsen. Er waren gastoptredens van zanger Jack Vreeswijk, die in Zweden in de voetsporen van zijn vader is getreden en Tonny Vreeswijk, de zus van Cornelis. In 2018 verscheen Thuishavensamba, een cd/dvd-pack met de concertregistratie en een documentaire waarin de genoemde artiesten uitgebreid aan het woord komen.
In april 2014 verscheen de biografie Misschien wordt 't morgen beter. Cornelis Vreeswijk. De blues tussen Stockholm en IJmuiden. Journalist en historicus Rutger Vahl beschrijft leven en werk van Vreeswijk en plaatst het Nederlandse oeuvre van de zanger tegen de achtergrond van zijn veel omvangrijkere Zweedse werk. In het boek komt Vreeswijk naar voren als een rusteloos zwerver, een emigrant die zich nergens echt thuis en gewaardeerd voelde, een jaloerse alcoholist en een grootse tekstdichter. Literatuur en poëzie waren volgens de biografie zijn belangrijkste inspiratiebronnen.

### Zweden
In Stockholm is een park naar Vreeswijk genoemd (Cornelisparken) in het stadsdeel Södermalm, aan het einde van de Mäster Mikaels Gata. Daar staat ook een borstbeeld van de zanger van de Zweedse beeldhouwer Bitte Jonason Åkerlund. Er is een museum over de zanger in het stadscentrum. Daarna kreeg hij tot 2018 een klein hoekje in het ABBA-museum. In november 2010 ging in Zweden de film Cornelis over zijn leven in première. In februari 2014 kreeg Cornelis Vreeswijk samen met onder anderen de groep ABBA, een plaats in de Swedish Music Hall of Fame. Die is te zien in het Scenkonstmuseet (Museum van de podiumkunsten).
Verder zijn er in Zweden:
- Het Cornelis Vreeswijk Gezelschap
- De Cornelis Vreeswijk Stichting
- Een jaarlijks muziekfestival rond zijn muziek
- De Vreeswijk cultuurprijs

## Nederlandstalig oeuvre

### Albums
| Album met eventuele hitnotering(en) in de Nederlandse Album Top 100 | Datum van verschijnen | Datum van binnenkomst | Hoogste positie | Aantal weken | Opmerkingen |
| ------------------------------------------------------------------- | --------------------- | --------------------- | --------------- | ------------ | ----------- |
| Cornelis Vreeswijk                                                  | 1972                  | 23 september 1972     | 1               | 19           |             |
| Leven en laten leven                                                | 1973                  | -                     | -               | -            |             |
| Liedjes voor de Pijpendraaier en mijn Zoetelief                     | 1974                  | -                     | -               | -            |             |
| Foto's en een souvenir: Vreeswijk zingt Croce                       | 1976                  | 25 september 1976     | 24              | 7            |             |
| Het recht om in vrede te leven                                      | 1977                  | -                     | -               | -            |             |
| Het beste van Cornelis Vreeswijk                                    | 1978                  | -                     | -               | -            |             |
| Ballades van de gewapende bedelaar                                  | 1982                  | -                     | -               | -            |             |
| Veronica                                                            | 1998 (postuum)        | -                     | -               | -            |             |
| De nozem en de non - 48 All Time Favourites (dubbel-cd)             | 2000 (postuum)        | -                     | -               | -            |             |
| Cornelis Vreeswijk & Jazz Incorporated                              | 2011 (postuum)        | -                     | -               | -            |             |
| Cornelis zingt Bellman                                              | 2019 (postuum)        | -                     | -               | -            |             |

### Singles
| Single met eventuele hitnotering(en) in de Nederlandse Top 40    | Datum van verschijnen | Datum van binnenkomst | Hoogste positie | Aantal weken | Opmerkingen |
| ---------------------------------------------------------------- | --------------------- | --------------------- | --------------- | ------------ | ----------- |
| De nozem en de non                                               | 1966                  |                       |                 |              |             |
| Veronica                                                         | 1972                  | 2 september 1972      | 12              | 9            | Alarmschijf |
| Veronica (EP)                                                    | 1972                  | 7 oktober 1972        | tip             |              |             |
| De nozem en de non                                               | 1972                  | 7 oktober 1972        | 21              | 5            |             |
| De Beerenburgblues                                               | 1982                  |                       |                 |              |             |
| Is er nog plaats in de schuilkelder voor een man met een gitaar? | 1982                  |                       |                 |              |             |

### NPO Radio 2 Top 2000
| Nummers met noteringen in de NPO Radio 2 Top 2000 | '05  | '06 | '07  | '08  | '09  | '10  | '11  | '12  | '13  |
| ------------------------------------------------- | ---- | --- | ---- | ---- | ---- | ---- | ---- | ---- | ---- |
| Bakker de Baksteen                                | -    | -   | 1829 | -    | -    | -    | -    | -    | -    |
| Veronica                                          | 1333 | 885 | 672  | 1235 | 1127 | 1154 | 1317 | 1283 | 1695 |

1. ↑  Een '-' betekent dat het nummer niet was genoteerd en een vetgedrukt getal geeft de hoogste notering van een nummer aan.
2. ↑  2005 was het eerste jaar met een notering voor Cornelis Vreeswijk.
3. ↑  Deze tabel is bijgewerkt tot en met de laatste editie (2024).

## Zweedstalig oeuvre

### Albums
| Album                                               | Datum van verschijnen |
| --------------------------------------------------- | --------------------- |
| Ballader och oförskämdheter                         | 1964                  |
| Ballader och grimascher                             | 1966                  |
| Grimascher och telegram                             | 1966                  |
| Tio vackra visor och Personliga Person              | 1968                  |
| Cornelis sjunger Taube                              | 1969                  |
| Poem, ballader och lite blues                       | 1970                  |
| Spring mot Ulla, spring! Cornelis sjunger Bellman   | 1971                  |
| Cornelis Live                                       | 1972                  |
| Visor, svarta och röda                              | 1972                  |
| I stället för vykort                                | 1973                  |
| Linnéas fina visor                                  | 1973                  |
| Getinghonung                                        | 1974                  |
| Narrgnistor och transkriptioner                     | 1976                  |
| Movitz! Movitz!                                     | 1977                  |
| Cornelis sjunger Victor Jara                        | 1978                  |
| Narrgnistor 2, En halv böj blues och andra ballader | 1978                  |
| Felicias svenska suite                              | 1978                  |
| Vildhallon                                          | 1979                  |
| Cornelis Live Montmartre/Köpenhamn                  | 1979                  |
| Cornelis Vreeswijk & Jazz Incorporated              | 1979                  |
| Bananer – bland annat...                            | 1980                  |
| En spjutkastares visor                              | 1980                  |
| Cornelis sjunger Povel                              | 1981                  |
| Turistens klagan                                    | 1981                  |
| Hommager & pamfletter                               | 1981                  |
| Cornelis bästa                                      | 1985                  |
| Mannen som älskade träd                             | 1985                  |
| I elfte timmen                                      | 1986                  |
| Till Fatumeh – Rapport från de osaligas ängder      | 1987                  |

## Publicaties
- Rutger Vahl: Misschien wordt 't morgen beter. Cornelis Vreeswijk: de blues tussen Stockholm en IJmuiden. Amsterdam, Nijgh & Van Ditmar, 2014. ISBN 9789038898728